# Gabdulla Tukaj
Gabdulla Muchamedgarifowitsch Tukaj  (în tătară Габдулла Мөхәммәтгариф улы Тукаев, transliterat Ğabdulla Möxämmätğärif ulı Tuqayıv; n. 14/26 aprilie 1886, Quşlawıç⁠(d), Utar-Atı rural settlement⁠(d), RSFS Rusă, URSS – d. 2/15 aprilie 1913, Kazan, gubernia Kazan⁠(d), Imperiul Rus) a fost un poet, critic literar, eseist și traducător rus tătar. 

## Biografie
Ambii părinți au murit când era copil. La vârsta de nouă ani a locuit în Uralsk, a studiat în școlile din Coran și a urmat școli rusești. Din 1905 a lucrat ca dactilograf și a publicat mai târziu poezii și satire în ziare și reviste (El Marsa-Jadida). În 1907 a făcut cunoștință cu scriitori cu idei democratice precum Xösäyen Yamașev și Ğäliäsğar Kamal la Kazan, cu care a publicat revista satirică Yașen (1908–1909), în care a condamnat guvernul țarist, burghezia naționalistă și clerul în poezie. De asemenea, a tradus în tătară Pușkin, Lermontov, Maikov, Pleșceev, Polonski, Kolțov, Nikitin și Tolstoi . 
Tukaj este adesea menționat ca fiind fondatorul literaturii tătare moderne și al noii limbi literare tătare.

## Onoruri
- În 1986 a fost deschis la Kazan Muzeul de Literatură Ğabdulla Tukaj. Pe lângă masca sa de moarte, pot fi văzute amintiri, fotografii, publicații, articole în ziare și reviste și documente de la oamenii din jurul său. [4]
- La Sankt Petersburg un memorial comemorează poetul.
- Străzile, piețele și o stație de metrou (Metro Kazan) îi poartă numele.
- Un premiu de stat pentru opere literare și opere de artă îi poartă numele.